# Gia Carides
Gia Carides (Sydney, 7 juni 1964) is een Grieks-Australische actrice. Ze begon haar acteercarrière op 12-jarige leeftijd.
Haar meest bekende rolen zijn die van Robin Spitz Swallows in Austin Powers: The Spy Who Shagged Me en Cousin Nikki in My Big Fat Greek Wedding.